# Nazionale femminile di rugby a 15 della Romania
La nazionale di rugby a 15 femminile della Romania (in romeno Echipa națională de rugby feminin a României), anche nota come Ghindele (ghiande) è la selezione di rugby a 15 femminile che rappresenta la Romania in ambito internazionale.
Costituitasi nel 2007 sotto la giurisdizione della Federația Română de Rugby, esordì sulla scena internazionale nel corso del Trofeo femminile FIRA di quell'anno; dopo una seconda apparizione all'edizione dell'anno successivo non è più scesa in campo ed è, quindi, di fatto inattiva dal 2008 dopo 9 incontri, 4 dei quali vinti, e senza avere disputato mai un singolo incontro in casa.
Al 2 maggio 2022 la squadra occupa la 40ª posizione del ranking World Rugby.

## Storia
L'équipe rumena femminile a quindici vide la luce in occasione del Trofeo FIRA 2007 alla cui Pool B, la seconda divisione che si tenne in Belgio, la neonata formazione fu assegnata; l'incontro d'esordio fu a Bruxelles contro la Serbia, una vittoria per 65-0 con 11 mete.
Nel girone, che comprendeva anche Lussemburgo e le padrone di casa, la Romania batté la squadra del Granducato per poi cedere contro il Belgio e terminare a disputare la finale per il terzo posto contro la Germania, che vinse 15-0.
Un anno più tardi fu al campionato europeo 2008, ancora nella Pool B, che si tenne nei Paesi Bassi: dopo un preliminare che si tenne con la formula dei semi-incontri di 40 minuti, tuttavia validi come test match, fu assegnata in un girone con Russia e Belgio, finito all'ultimo posto.
Nella finale per il quinto posto batté la Finlandia 12-5.
Al 2018 si tratta della più recente partita della Romania, la cui federazione da allora ha finanziato il settore a sette e non ha più schierato un XV femminile.

## Statistiche di squadra

### Incontri disputati
| Data           | Sede        | Incontro                   | Note               |
| -------------- | ----------- | -------------------------- | ------------------ |
| 11 aprile 2007 | Bruxelles   | Romania — Serbia 65-0      | Campionato europeo |
| 12 aprile 2007 | Bruxelles   | Romania — Lussemburgo 38-0 | Campionato europeo |
| 13 aprile 2007 | Dendermonde | Belgio — Romania 20-0      | Campionato europeo |
| 15 aprile 2007 | Bruxelles   | Germania — Romania 15-0    | Campionato europeo |
| 19 maggio 2008 | Utrecht     | Romania — Finlandia 13-5   | Campionato europeo |
| 19 maggio 2008 | Utrecht     | Russia — Romania 32-3      | Campionato europeo |
| 21 maggio 2008 | Tilburg     | Belgio — Romania 15-7      | Campionato europeo |
| 21 maggio 2008 | Tilburg     | Russia — Romania 29-0      | Campionato europeo |
| 23 maggio 2008 | Amsterdam   | Romania — Finlandia 12-5   | Campionato europeo |

### Riepilogo per avversario
| Avversario  | Primo incontro | G | V | N | P | PF  | PS  | % V/G |
| ----------- | -------------- | - | - | - | - | --- | --- | ----- |
| Belgio      | 2007           | 2 | 0 | 0 | 2 | 7   | 35  | 0     |
| Finlandia   | 2008           | 2 | 2 | 0 | 0 | 25  | 10  | 100   |
| Germania    | 2007           | 1 | 0 | 0 | 1 | 0   | 15  | 0     |
| Lussemburgo | 2007           | 1 | 1 | 0 | 0 | 38  | 0   | 100   |
| Russia      | 2008           | 2 | 0 | 0 | 2 | 3   | 61  | 0     |
| Serbia      | 2007           | 1 | 1 | 0 | 0 | 65  | 0   | 100   |
| Totale      | Totale         | 9 | 4 | 0 | 5 | 138 | 121 | 44,4  |